# Kaltern an der Weinstraße
Kaltern an der Weinstraße (Italiaans: Caldaro sulla Strada del Vino) is een gemeente in de Italiaanse provincie Zuid-Tirol (regio Trentino-Zuid-Tirol) en telt 7215 inwoners (31-12-2004). De oppervlakte bedraagt 48,0 km², de bevolkingsdichtheid is 150 inwoners per km².

## Geografie
De gemeente ligt op ongeveer 425 m boven zeeniveau.
Kaltern an der Weinstraße grenst aan de volgende gemeenten: Amblar (TN), Cavareno (TN), Eppan an der Weinstraße, Neumarkt, Pfatten, Ruffrè (TN), Sarnonico (TN), Tramin an der Weinstraße.
De volgende Fraktionen maken deel uit van de gemeente:
- Altenburg (Castelvecchio)
- Kaltern (Caldaro)
- Klughammer (Campi al Lago)
- Mitterdorf (Villa di Mezzo)
- Oberplanitzing (Pianizza di Sopra)
- Pfuss (Pozzo)
- Sankt Anton (Sant'Antonio)
- Sankt Josef am See (San Giuseppe al Lago)
- Sankt Nikolaus (San Nicolò)
- Unterplanitzing (Pianizza di Sotto)